# Bolton, West Yorkshire
Bolton är en stadsdel i Bradford, i distriktet Bradford, i grevskapet West Yorkshire, i England. Bolton var en civil parish från 1866 till 1898 då den blev en del av Bradford. Denna civil parish hade 3 161 invånare år 1891. Byn nämndes i Domedagsboken (Domesday Book) år 1086, och kallades då Bodeltone.